# El enemigo (telenovela de 1961)
El enemigo es una telenovela mexicana que se transmitió por el Canal 4 de Telesistema Mexicano de Televisa en 1961, con episodios de 30 minutos de duración. Producción de Ernesto Alonso con una historia general de Caridad Bravo Adams. Telenovela protagonizada por Luz María Aguilar y Augusto Benedico.

## Argumento
La historia cuenta la vida de una mujer que se propone encontrar a quién se quedó a base de robos la fortuna de su fallecido padre. Su tío le informa sobre un hombre que posiblemente es el responsable, pero para su desgracia ella se enamora completamente de este. Ahora ella tendrá que aguantar su amor con tal de cobrar venganza hasta que descubre que no es ni más ni menos que su tío el ratero de la fortuna de su padre.

## Elenco
- Luz María Aguilar
- Anita Blanch
- Augusto Benedico
- Manuel Calvo
- Kippy Casado
- Mari Carmen González
- Rafael Banquells
- Armando Arriola
- Mario García González
- Pastora Peña

## Producción
- Historia Original: Caridad Bravo Adams
- Guion: Caridad Bravo Adams
- Producción: Ernesto Alonso

## Versiones
- Televisa realizó en el año 1979 un remake de esta telenovela bajo el título homónimo. Protagonizada por Daniela Romo y Jorge Vargas. Una vez más Ernesto Alonso es el productor.
- Televisa realizó en el año 1997 una tercera versión de esta telenovela titulada Desencuentro bajo la producción de Ernesto Alonso y protagonizada por Daniela Castro y Juan Ferrara.

- Datos: Q2878453